# Nax
Nax fue hasta el 31 de diciembre de 2010 una comuna suiza del cantón del Valais, localizada en el distrito de Hérens.
Desde el 1 de enero de 2011 parte de la comuna de Mont-Noble.

## Historia
La existencia de la comuna de Nax fue establecida al siglo XII gracias a un documento de 1298 de los archivos comunales. La carta presentaba el estado de un litigio entre las comunas de Bramois y Nax, con respecto al bosque bajo los peñascos de Nax.
La primera mención de representantes en los asuntos de la comuna remonta a 1304, se trata de procuradores que actúan en nombre de la comuna. Esta acta es también la primera que confirma que la burguesía aumenta sus propiedades. Esta compra un ingreso de centeno en 1311, en 1490 un mayen para agrandar la montaña de Gauthier. En 1640 compra un viñedo a Lens, en 1647 otro a Saint-Léonard y otro a Lens, en 1648 compra una parte de una prensa, luego una viña a Lens en 1651, una segunda parte de la prensa en 1660.
El 10 de enero de 1909, la bóveda de la iglesia del pueblo se derrumbó en plena ceremonia, el incidente causó la muerte de 31 personas, mientras que 50 otras quedaron heridas.
El 24 de febrero de 2008, cayó al agua la fusión de las tres comunas de Vernamiège, Nax y Mase. Nax y Mase dijeron Si, Vernamière rechazó la propuesta con 67 votos contra 61 por el Si. Una segunda votación fue realizada el 7 de septiembre de 2008, en la que las tres comunas aceptaron la fusión que es efectiva desde el 1 de enero de 2011, la nueva comuna lleva el nombre de Mont-Noble.

## Geografía
Nax se encuentra situada a la entrada del Val d'Hérens, a proximidades del valle del río Ródano. La antigua comuna limitaba al norte y noreste con la comuna de Grône, al sureste con Anniviers, al sur con Saint-Martin, al occidente con Mase y Vernamiège, y al noroeste con Vex y Sion.

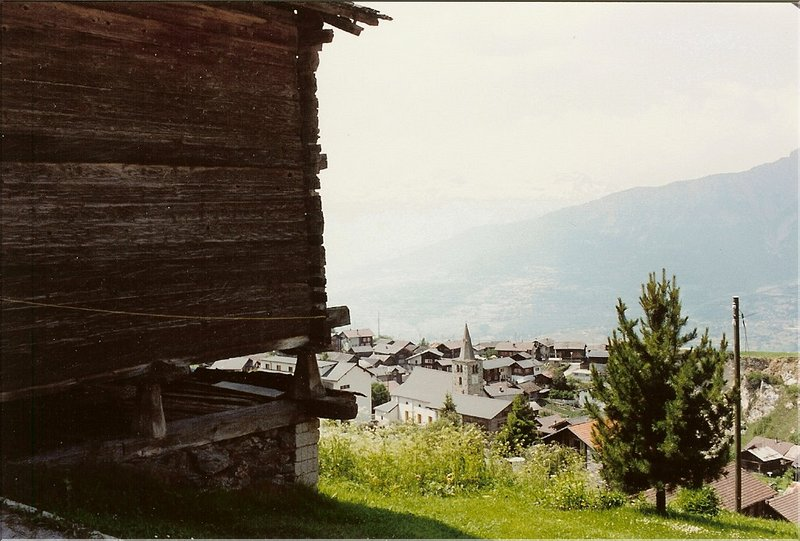
Vista del pueblo de Nax.